# Ізвору-Рече (Вайдеєнь, Вилча)
Ізвору-Рече (рум. Izvoru Rece) — село у повіті Вилча в Румунії. Входить до складу комуни Вайдеєнь.
Село розташоване на відстані 191 км на північний захід від Бухареста, 37 км на захід від Римніку-Вилчі, 93 км на північ від Крайови, 144 км на захід від Брашова.

## Населення
За даними перепису населення 2002 року у селі проживали 709 осіб, усі — румуни. Усі жителі села рідною мовою назвали румунську.